# Scorpaenoidei
Sous-ordre
Les Scorpaenoidei sont un sous-ordre de poissons téléostéens de l'ordre   des Scorpaeniformes. Ce taxon regroupe principalement des poissons carnivores trapus des mers chaudes équipés de dards venimeux, tels que les rascasses, poissons-scorpions, poissons-lions et poissons-pierre. 

## Liste des familles
Selon World Register of Marine Species (10 février 2016) :
- famille des Apistidae Gill, 1859
- famille des Aploactinidae Jordan & Starks, 1904
- famille des Congiopodidae Gill, 1889
- famille des Eschmeyeridae Mandrytsa, 2001
- famille des Gnathanacanthidae Gill, 1892
- famille des Neosebastidae Matsubara, 1943
- famille des Pataecidae Gill, 1872
- famille des Perryenidae Honma, Imamura & Kawai, 2013
- famille des Scorpaenidae Risso, 1827 -- rascasses
- famille des Sebastidae Kaup, 1873
- famille des Setarchidae Matsubara, 1943
- famille des Synanceiidae Swainson, 1839 -- poissons-pierres
- famille des Tetrarogidae Smith, 1949
- famille des Zanclorhynchidae Mandrytsa, 2001

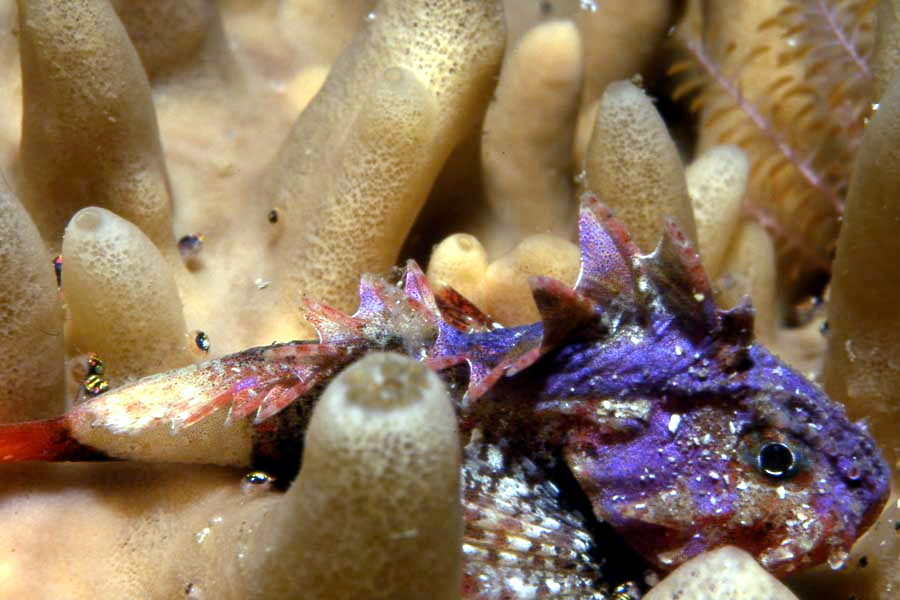
Coccotropsis gymnoderma, un Apistidae.
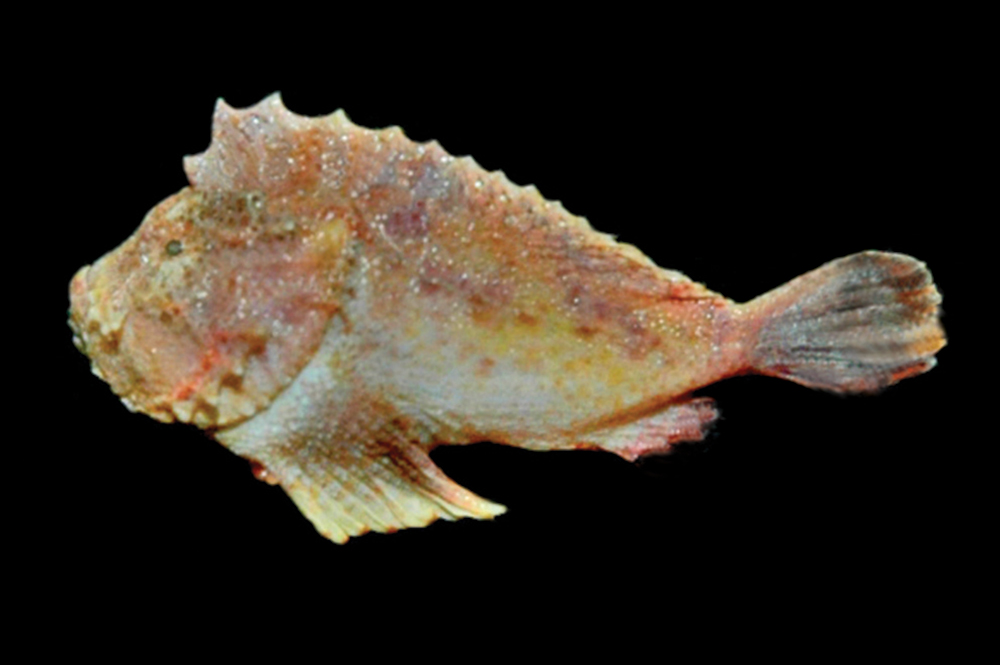
Kanekonia queenslandica, un Aploactinidae.
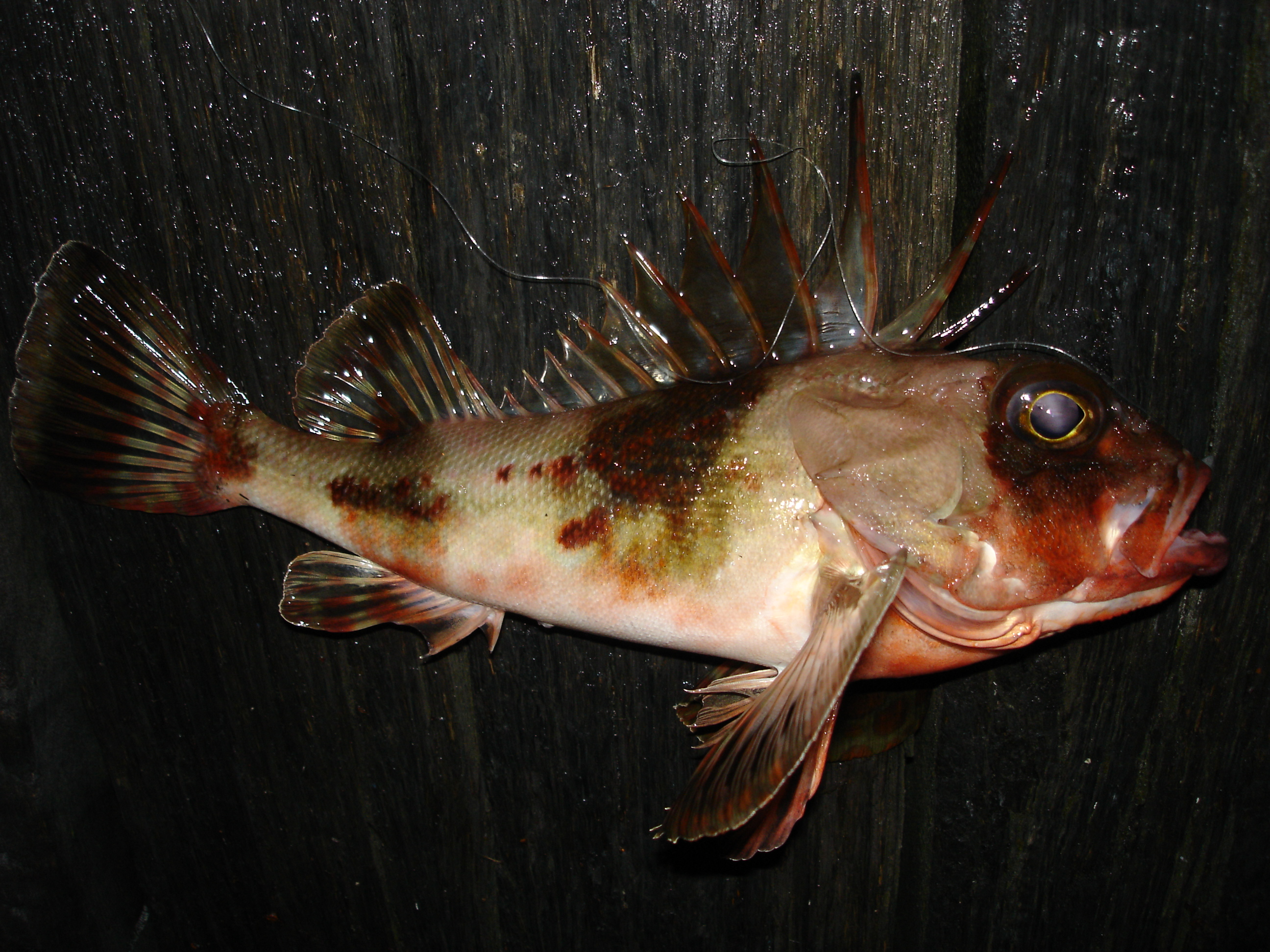
Neosebastes thetidis, un Neosebastidae.
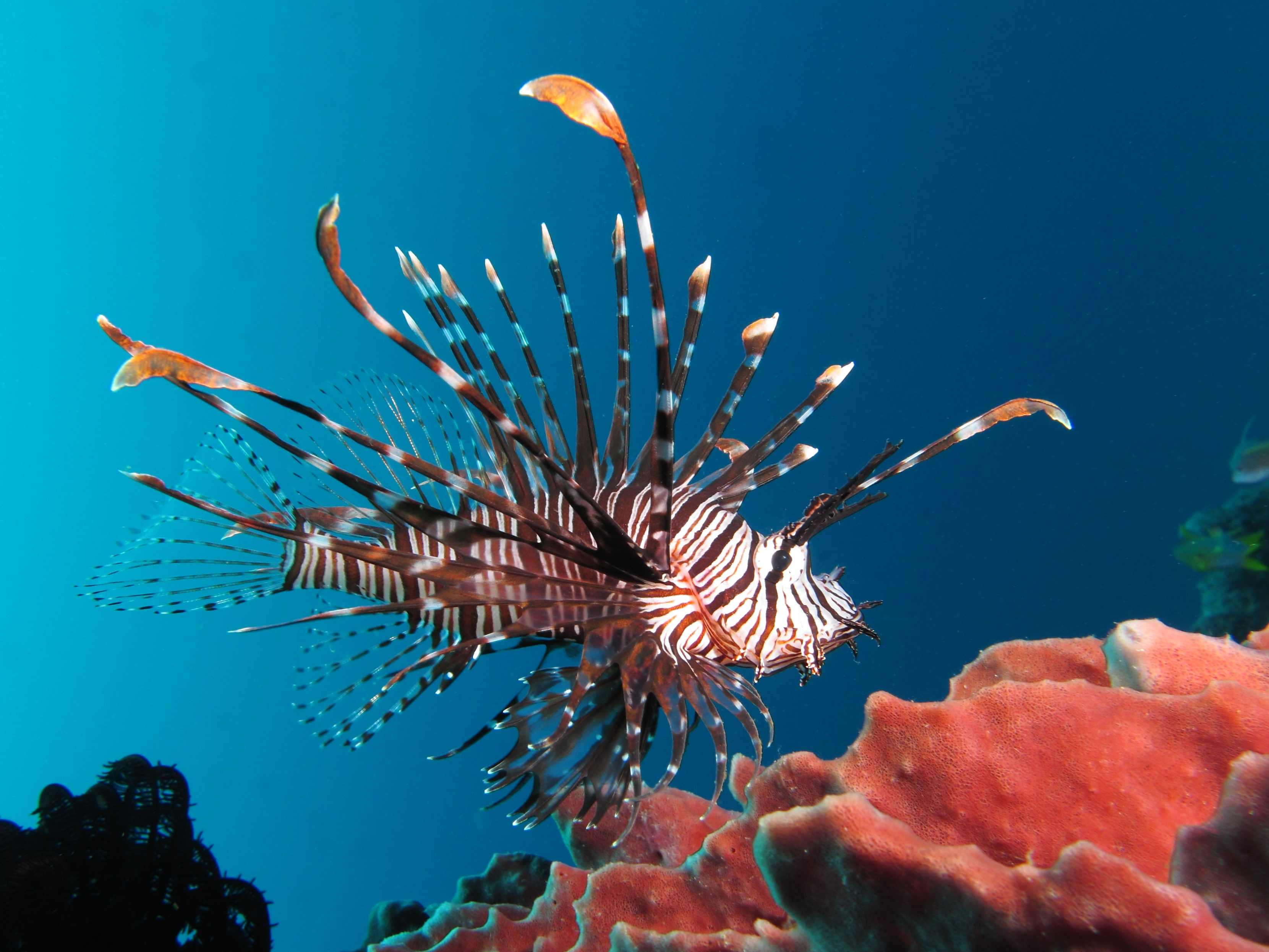
Pterois volitans, un Scorpaenidae.
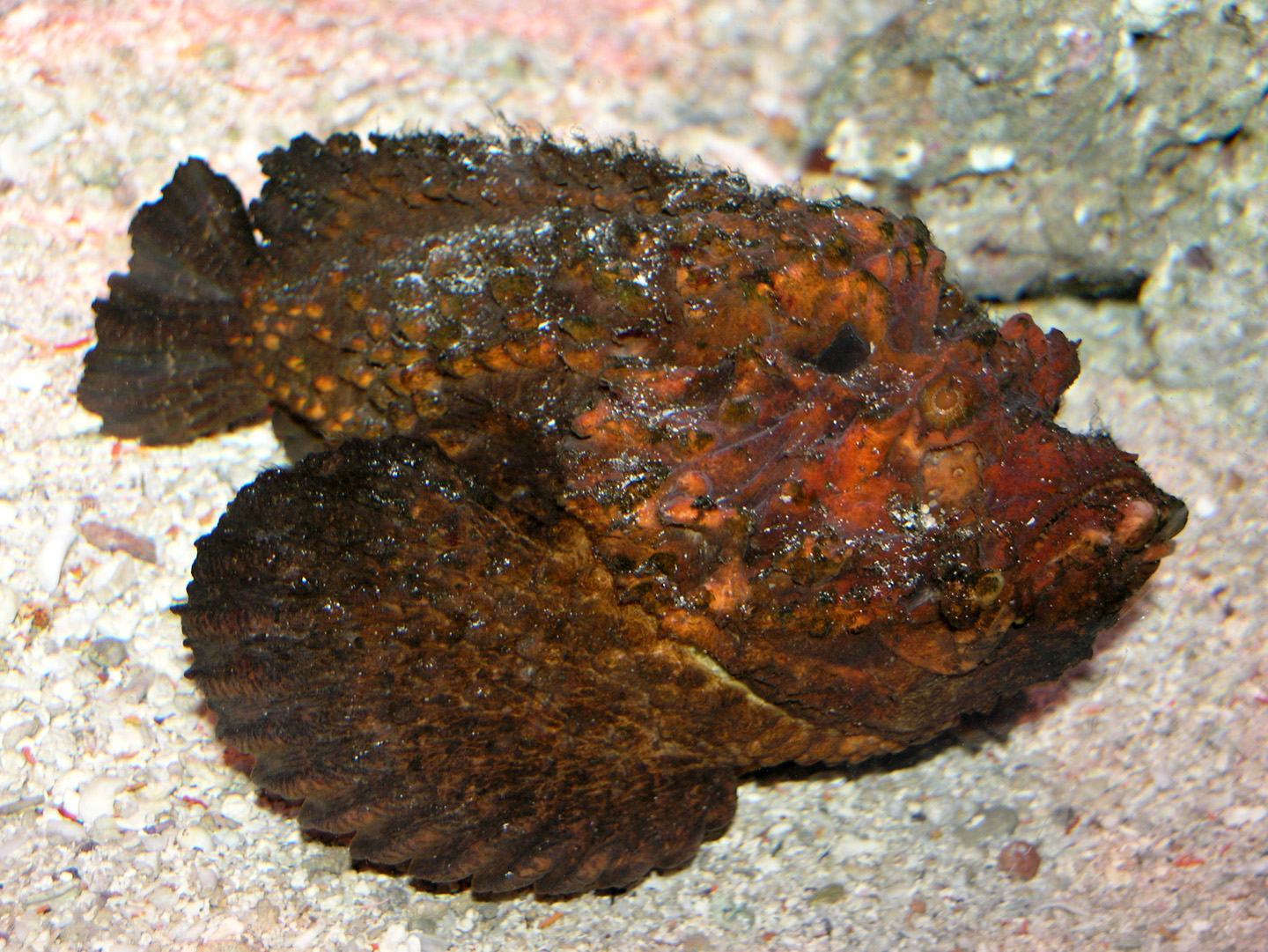
Synanceia verrucosa (« poisson-pierre »), un Synanceiidae.
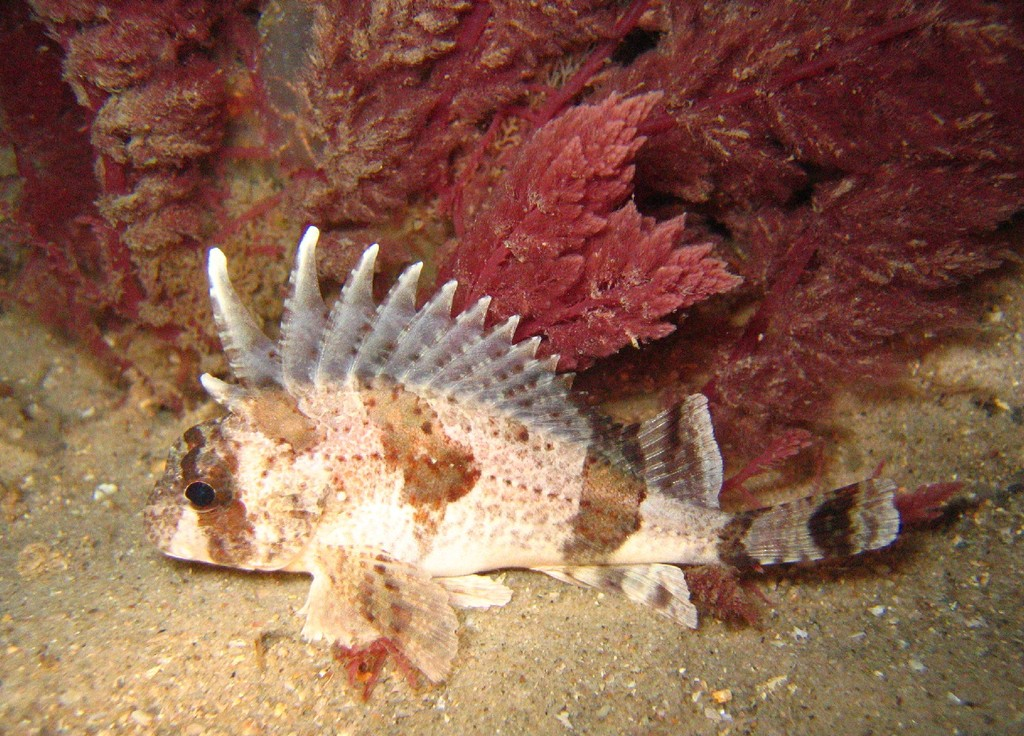
Centropogon australis, un Tetrarogidae.

## Systématique
Le nom valide de ce taxon est Scorpaenoidei. 
Pour le WoRMS les sous-ordres de poissons n'ont pas de citation d'auteurs. En revanche, The Taxonomicon mentionne Klein, 1885, ce qu'aucune autre source ne confirme. le Wikipédia allemand donne quant à lui Garman, 1899 mais sans en apporter de justificatifs.
Scorpaenoidei a pour synonymes :
- Platycephaloidei
- Scorpaeniformes